# Gheorghe Șimonca
Gheorghe Șimonca (n. 16 aprilie 1936, Dăbâca, România – d. 26 mai 2005, București, România) a fost un actor român de teatru, de televiziune și de film. Este cunoscut îndeosebi ca interpret al regelui Carol al II-lea al României în trei filme: Actorul și sălbaticii (1975), Ediție specială (1978) și Drumeț în calea lupilor (1990).

## Biografie

### Cariera artistică
Gheorghe Șimonca s-a născut pe 16 aprilie 1936, la Dăbâca. A lucrat ca artist păpușar la Teatrul de Păpuși din Oradea în perioada 1955–1958 și a jucat roluri în spectacolele Artiștii Pădurii, Albă ca zăpada, Iepurașul fricos, Fabule și Dragostea celor trei portocale. A absolvit cursurile Institutului de Artă Teatrală și Cinematografică „Ion Luca Caragiale” din București în anul 1962. A făcut parte din trupa Teatrului de Stat din Oradea (1962–1964) și, apoi, a Teatrului Satiric-Muzical „Constantin Tănase” din București (1964–1968). La cererea directorului Teatrului de Comedie, Radu Beligan, este transferat la acest teatru unde a jucat în perioada 1968–2005.
A avut roluri în spectacole TV și în mai multe filme, interpretând, printre altele, rolul lui Iosif de la Nimirceni, trimisul lui Damian Jder în Frații Jderi (1974), rolul regelui Carol al II-lea în filmul Actorul și sălbaticii (1975) sau rolul Ilieș în Destinația Mahmudia (1982).
Apariția regelui Carol al II-lea în Actorul și sălbaticii este prima apariție a unui rege al României într-un film realizat în România socialistă; cineastul Sergiu Nicolaescu (interpretul regelui Carol I în filmul Pentru patrie) a catalogat reprezentarea regelui Carol al II-lea în acest film drept o batjocură. Criticul de film Cristian Tudor Popescu susține că regele Carol al II-lea este „încarnat excelent de Gheorghe Șimonca. Portretul regelui e remarcabil de liber și realist. Brutal, înjurând în românește mai bine decât vorbește, iubitor al coniacului de dimineață și al «prospăturii» de prin teatre, Carol încearcă totuși, printr-un complicat tango politic, să bareze calea sălbăticiei legionaro-naziste. Cinic și corupt, suveranul e uman când dă ordin să fie protejat marele actor Caratase, al cărui umor coroziv îl apreciază”.

### Ultimii ani
Gheorghe Șimonca s-a pensionat la jumătatea anilor 1990 de la Teatrul de Comedie și a trăit câțiva ani dintr-o pensie mică. Îndepărtarea de viața artistică l-a marcat, iar lipsurile financiare l-au făcut să se simtă vinovat față de soția și fiul său și să se considere o povară pentru ei. Directorul Teatrului de Comedie, George Mihăiță, a reușit să-i obțină un sprijin financiar de la UNITER și i-a oferit ocazia să joace roluri în câteva spectacole: Traian Necșulescu în ...escu de Tudor Mușatescu, în regia lui Alexandru Dabija, un preot în A douăsprezecea noapte de William Shakespeare, în regia lui Gelu Colceag, și Ion în Chirița of Bârzoieni după Vasile Alecsandri, în regia Iarinei Demian. Ultimul rol interpretat a fost cel al lordului Byvolus în piesa Ubu înlănțuit de Alfred Jarry, pusă în scenă începând din anul 2004 de Gábor Tompa.
Starea sa de sănătate s-a agravat în ultimii săi ani de viață: actorul a început să-și piardă memoria și a fost internat în câteva rânduri la Spitalul de Psihiatrie „Gheorghe Marinescu”. În aprilie 2005 s-a rătăcit prin oraș, iar angajații unei secții de poliție l-au chemat pe George Mihăiță ca să-l ducă acasă. A fost internat din nou pentru o scurtă perioadă, iar, cu cinci zile înainte de a muri, l-a sunat pe Mihăiță și i-a spus că vrea să se revină cât mai curând pe scenă.
Șimonca a decedat după o grea suferință în 26 mai 2005, la vârsta de 69 de ani, când, profitând de faptul că soția sa era dusă la piață, s-a spânzurat în baie cu cureaua de la pantaloni.

## Roluri în teatru

### Teatru de Stat, Oradea
- Perlaki în Măria-Sa... Bărbatul de Klára Fehér, 1962, regia Corneliu Zdrehuș (ca George Șimonca)[15]
- Gică Frumosu în Oameni și umbre de Ștefan Berciu, 1963, regia Valeriu Grama[16]
- Eliso în Mofturile Belisei de Lope de Vega, 1963, regia Corneliu Zdrehuș[17]
- Corbea în Luceafărul de Barbu Ștefănescu Delavrancea, 1963, regia Ion Deloreanu[18]
- Andrei Blaja în Mirele furat de Ștefan Haralamb și Stela Neagu, 1963, regia Valeriu Grama[19]

### Teatrul Național de Televiziune, București
- Cadavrul viu de Lev Tolstoi, regia Cornel Popa, 1975. Spectacol realizat în colaborare cu Teatrul Național „Ion Luca Caragiale” din București.[20]
- Moartea unui comis voiajor de Arthur Miller, regia Sandei Manu, 1977[21]

### Teatrul de Comedie, București
- Calamariu , Directorul de scenă  în Opinia publică de Aurel Baranga, regia Mihai Berechet, 1967[22]
- Al patrulea călugăr în Croitorii cei mari din Valahia de Alexandru Popescu, regia Lucian Giurchescu, 1969[22]
- Al patrulea soldat în Dispariția lui Galy Gay după Un om egal un om de Bertolt Brecht, traducere Mariana Șora și Mircea Șeptilici, regia Lucian Giurchescu, 1969. Turnee în Bulgaria, Ungaria, Suedia, Germania – Berlinul de Vest.[22]
- Dl. Căpitan, Nelu în Alcor și Mona musical după Mihail Sebastian, adaptarea și regia Sanda Manu, 1970[22]
- Sportivul în Fata Morgana de Dumitru Solomon, regia Mihai Dimiu, 1971[22]
- Funționar al Ministerului în Interesul general de Aurel Baranga, regia Aurel Baranga, 1971[22]
- Ofițer suedez, Ofițer catolic în Mutter Courage de Bertolt Brecht, regia Lucian Giurchescu, 1972[22]
- Italianul în Preșul de Ion Băieșu, regia Ion Cojar, 1972[22]
- Rode Vladimir Karlovici în Trei surori de A. P. Cehov, regia Lucian Giurchescu, traducerea Andrei Băleanu, 1975[22]
- Niko Mikadze, negustorul, avocat în Cercul de cretă caucazian de Bertolt Brecht, regia Lucian Giurchescu, 1977[22]
- Rudalph în Pețitoarea de Thornton Wilder, regia Valeriu Moisescu, 1979[22]
- Comandorul în Dom Juan de Molière, regia Valeriu Moisescu, 1980[22]
- Doctorul Blându în Concurs de frumusețe de Tudor Popescu, regia Alexandru Tocilescu, 1980[22]
- Gurin în Fuga de Mihail Bulgakov, regia Cătălina Buzoianu, 1995, traducerea Ioan Chirilă[22]
- Traian Necșulescu în ...escu de Tudor Mușatescu, regia Alexandru Dabija, 2002[7][22]
- Un preot în A douăsprezecea noapte de William Shakespeare, regia Gelu Colceag, traducerea Mihnea Gheorghiu, 2003[7][22][23]
- Ion în Chirița of Bîrzoieni după Vasile Alecsandri, regia Iarina Demian, 2004[6][7][24]
- Lordul Byvolus în Ubu înlănțuit de Alfred Jarry, regia Tompa Gabor, 2004[25][26]

## Filmografie selectivă
- Vacanță la mare (1963)
- Străinul (1964)
- Cartierul veseliei (1965)
- Faust XX (1966)
- Gioconda fără surîs (1968)
- Frații Jderi (1974) - Iosif de la Nimirceni, trimisul lui Damian Jder
- Ștefan cel Mare - Vaslui 1475 (1975)
- Actorul și sălbaticii (1975)[11] - regele Carol al II-lea al României[12]
- Comedie fantastică (1975)
- Buzduganul cu trei peceți (1977)
- Ediție specială (1978) - regele Carol al II-lea
- Cianura... și picătura de ploaie (1978)
- Un om în loden (1979)
- Ora zero (1979)
- Întoarcerea lui Vodă Lăpușneanu (1980)
- Ancheta (1980)
- Destinația Mahmudia (1982)[13]
- Orgolii (1982) - dr. Spielmann
- Trandafirul galben (1982) - recepționerul hotelului din Viena
- Pădurea nebună (1982) - Laie, bătăușul lui Paleacu
- Comoara (1983)
- Imposibila iubire (1984)
- Ca-n filme (1984) - dr. Vasiliu
- Un oaspete la cină (1986)
- Figuranții (1987)
- Dreptatea (1989)
- Drumeț în calea lupilor (1990) - regele Carol al II-lea
- Liceenii Rock'n'Roll (1991) - actorul care se dă drept medic
- Miss Litoral (1991)
- Privește înainte cu mînie (1993)
- Pepe și Fifi (1993)
- Fii cu ochii pe fericire (1999)
- Triunghiul morții (1999)
- Păcală se întoarce (2006)

## Legături externe
- http://regizorcautpiesa.ro/actori/Gheorghe-Simonca-1918.html
- Gheorghe Șimonca la imdb.com
- Gheorghe Șimonca la cinemagia.ro